# 托伊沃·波赫亚拉
托伊沃·波赫亚拉（芬蘭語：Toivo Pohjala，1888年2月1日—1969年8月23日），芬兰男子摔跤运动员。他曾代表芬兰参加世界摔跤锦标赛，获得一枚铜牌。他也曾参加1924年夏季奥林匹克运动会。